# Nelly Such
Nelly Such (født 12. maj 1992 i Békéscsaba, Ungarn) er en ungarsk håndboldspiller som spiller for Siófok KC.